# International Ladies' Garment Workers' Union
L'International Ladies' Garment Workers' Union (Union des ouvriers des vêtements pour dames) ou ILGWU est un syndicat américain fondé en 1900 à New York par des immigrés juifs, venus de Russie et de Pologne, afin de représenter les ouvriers de l'industrie des vêtements pour femmes. Il est issu d'une fusion de sept syndicats locaux. 
En 1995 il fusionne avec le syndicat l'Amalgamated Clothing Workers of America (en) (Union des ouvriers du vêtement d'Amérique) pour former l'Union of Needletrades, Industrial and Textile Employees (en) ou UNITE (Union des employés de l'industrie du textile et du vêtement)  qui est l'un des syndicats les plus puissants aux États-Unis, comptant plus de 350 000 adhérents. Le syndicat UNITE est affilié à l'American Federation of Labour - Congress of Industrial Organisations (AFL-CIO).

## Histoire
L'International Ladies' Garment Workers' Union est un ancien syndicat de l'industrie de l'habillement créé par onze immigrés juifs qui travaillaient dans des ateliers plus ou moins clandestins (Sweatshop) qui fabriquaient des jupes, robes et manteaux.

### Le contexte
Aux États-Unis, de la fin de la Guerre de Sécession à 1880, le marché de l’industrie du vêtement féminin explose, le chiffre d'affaires du secteur passe de 7 à 32 millions de dollars et le nombre de travailleurs  passe d'environ 5 700 à plus de 25 000 personnes . La main-d'œuvre est composée principalement par des immigrés, qui à la fin du XIXe siècle, est composée principalement de Juifs d'Europe de l'Est (Russie tsariste), d'Italiens, de Tziganes, etc. Le nombre de femmes devient nettement majoritaire : 26 000 femmes contre 13 000 hommes en 1890. Entre 1890 et 1900, le chiffre d'affaires du secteur atteint les 159 millions de dollars et le nombre de travailleurs est passé à 83 739.  
Le travail de confection (couture, taille, chapellerie, lingerie, tricot, broderie) se réalise principalement à domicile, au sein des taudis urbains, les donneurs d'ordre fournissant les matières premières et rassemblant les produits finis. Pour répondre à la montée de la demande, il se crée peu à peu des petits ateliers de confection, des sweatshops / ateliers de misère mal éclairés et insalubres, ateliers plus ou moins clandestins où les ouvriers travaillent jusqu'à 84 heures par semaine. 
Les idées socialistes et anarchistes trouvent un terrain fertile au sein de cette main d'œuvre exploitée, plus particulièrement à New York auprès des travailleurs immigrés juifs. Des figurent émergent pour représenter les revendications de ces ouvriers : Abraham Cahan (en), Morris Hillquit (en), Meyer London (en), Isaac Hourwich (en), Joseph Barondess (en), Benjamin Schlesinger (en) et d’autres qui auront une profonde influence sur les mouvements ouvriers américains et plus particulièrement sur l'International Ladies' Garment Workers' Union . 

### La création
Le 3 juin 1900, onze délégués de syndicats locaux de New York, Philadelphie, Baltimore et Newark, représentant environ 2000 ouvriers se réunissent en Congrès au Labor Lyceum de New York pour fonder L'International Ladies' Garment Workers' Union, à la fin du Congrès Herman Grossman est élu président  du nouveau syndicat et Bernard Braff secrétaire général-trésorier. La création de nouveau syndicat répondait au besoin d'un syndicat national afin de mieux représenter les revendications sociales des ouvriers et ouvrières du secteur de l'habillement. 

### La grève de New-York des chemisiers de 1909 ou le soulèvement des 20 000
En 1909, éclate le Soulèvement des 20 000 , ce soulèvement naît au sein de l'usine, la Triangle Shirtwaist Company. Les ouvrières de cette entreprise est composée à 70% par des femmes juives, ouvrières politisées formant le noyau de la National American Woman Suffrage Association, association de suffragettes pour  le droit de vote des femmes, et souvent ces femmes juives avant d'immigrer aux États-Unis étaient adhérentes de l'Union générale des travailleurs juifs de Lituanie, de Pologne et de Russie ou Bund. En septembre 1909, La Triangle Shirtwaist Company, pour limiter les pauses, verrouille la porte d'accès aux toilettes et en gère l'accès, une rebuffade qui s'ajoute aux harcèlement sexuels, aux exigences horaires, aux amendes pour la moindre défaillances et des salaires misérables, cette dernière vexation est l’événement déclencheur de la première grève des femmes qui sera menée notamment par Clara Lemlich, Rose Schneiderman, Fannia Cohn et Pauline Newman, toutes les quatre syndiquées de l'ILGWU et soutenues par  la Women's Trade Union League (WTUL) et les dirigeants syndicaux de l'époque Meyer London (en), Morris Hillquit (en), Joseph Barondess (en), Samuel Gompers. Les discours de Clara Lemlich, enflamment les ouvrières, elle tient des meetings auprès de toutes les ouvrières du secteur du vêtement féminin de New York, déclenchant le 23 novembre 1909, une grève de plus de 20 000 ouvrières sur un total de 32 000 salariés, la grève dure 11 semaines. La répression aboutit à l'arrestation de 723 ouvrières, à l'inscription de grévistes sur des listes noires, mais l'opinion publique prend le parti des grévistes, les autorités religieuses (catholiques, protestantes, juives) font des déclarations en faveur des grévistes, les femmes de la haute bourgeoisie faisant partie des suffragettes se solidarisent, des fonds se mettent en place pour soutenir financièrement les ouvrières grévistes, etc. Tant et si bien que la direction de la Triangle Waist Company, se rend  compte en février 1910 qu'elle a perdu la bataille de l'opinion et entame des négociations avec l'ILGW qui aboutissent à une réduction de la semaine de travail à 52 heures, à payer 4 jours fériés, à fournir les outils de travail, à bénéficier de visites médicales. À la fin de la grève, 85% des ouvriers et ouvrières du vêtements de New York deviennent membres de l'ILGWU, la section locale 25, à l’origine de la grève, est passée d'une centaine d'adhérents à dix mille. En outre, le soulèvement a jeté les bases du syndicalisme industriel dans l'industrie du vêtement,. 
Afin de mieux se faire connaître, l'ILGWU crée son propre journal The Ladies' Garment Worker, mensuel publié en plusieurs langues l'anglais, l'italien et le yiddish, son premier numéro sort le 1er avril 1910,.
Cette victoire place l'ILGWU comme partenaire majeur dans le dialogue social avec les entreprises du vêtement. Place qui est confirmée par la grève des fabricants de manteaux commencée le 7 juillet 1910 et achevée en septembre 1910, grève organisée par l'ILGWU qui a mobilisé plus de 60 000 ouvriers, mobilisation qui lui vaudra le nom de "The Great Revolt" (la Grande Révolte),. La fin de la grève aboutit le 2 septembre 1910 à la signature du Protocole de Paix (Protocol of Peace) entre l'ILGWU et la Cloak, Suit & Skirt Manufacturers’ Protective Association / Association de protection des fabricants de manteaux, vêtements et jupes (syndicat patronal) sous la médiation de Louis Brandeis. Le Protocole de paix contient les clauses suivantes : les coûts de électricité pour faire tourner les machines seront supportés par les seuls employeurs, le coût d'achat, de maintenance des machines reste à la charge des employeurs, observation des 10 jours fériés de l'état de New York, durée hebdomadaire du travail limitée à 50 heures réparties sur 6 jours, création de commission paritaire pour juger des litiges et une commission d'hygiène et de santé, veillant aux conditions de travail, enfin le paiement des soins de santé, cet accord est historique il marque l'entrée de la démocratie, du paritarisme, du dialogue social au sein du monde de l'entreprise.   

### La tragédie de l'incendie de l'usineTriangle Shirtwaist Companyet ses conséquences
Le 25 mars 1911, un incendie se déclare au huitième étage de l'usine Triangle Shirtwaist Company, située au coin de la Greene Street et de la Washington Place, à Manhattan, le contremaître tente d'éteindre le feu par la rampe d'incendie, mais celle-ci est défectueuse, il faut évacuer les 600 ouvrières présentes par les ascenseurs, mais sur les quatre ascenseurs trois sont en panne, l'ascenseur en ordre de marche ne peut accueillir que douze personnes à la fois, les portes d'accès aux escaliers sont fermées de l'extérieur pendant les heures de travail, c'est la panique !  En l'espace de dix huit minutes,49 personnes meurent brûlées vives ou étouffées par la fumée, 36 meurent asphyxiées dans la cage d'ascenseur et 58 meurent en sautant par les fenêtres les trottoirs, 3 autres décèdent des suites de leurs blessures, en tout, l'incendie a fait 146 victimes dont 129 femmes,,,,,, certains cadavres sont tellement mutilés par les brûlures que plusieurs ne peuvent être identifiés comme l'indique avec précision, un article du New York Times.
C'est un choc dans l'opinion, entre 100 000 personnes assistent aux funérailles et quelques jours plus tard 350 000 personnes participent à une marche funèbre en mémoire des victimes, marche organisée par la Women's Trade Union League (WTUL) et l'International Ladies' Garment Workers' Union. La presse comme les syndicats dénoncent les manquements aux règles de sécurité, aux règles d'évacuation les plus élémentaires. 
Le 4 décembre 1911, commence le procès de Max Blanck et Isaac Harris, propriétaires de la Triangle Waist Company, accusés d'homicide involontaire au premier et au second degrés, après trois semaines de débats, de nombreuses preuves et témoignages démontrant leur incurie et négligences, ils sont acquittés par le jury. Max Blanck et Isaac Harris ont finalement versé une indemnité de 75 $ à chaque famille des victimes - une fraction des 400 $ par décès versée par leur assureur,.
La Women's Trade Union League (WTUL) et l'International Ladies' Garment Workers' Union, se mobilisent pour imposer une réglementation contraignantes en matière de sécurité et d'incendie, une Commission est mise en place pour tirer les leçons de la tragédie

### Le développement de l'ILGWU
Les succès de l'ILGWU dans ses négociations avec les syndicats patronaux vont attirer de nombreux adhérents. L'ILGWU développe également ses actions visant la garantie des soins de santé, la création d'une assurance chômage, la formation professionnelle et culturelle, l'accès au logement et aux loisirs. 
En 1914, la section de New York crée l'Union Health Center, centre de santé toujours en activité,. Peu à peu ces centres de médecine préventive et curative se répandent sur l'ensemble des grandes villes industrielles des États-Unis. 
En 1919, les sections 22 et 25 de l'ILGWU achètent un terrain bâti à Forrest Park (dans les montagnes de Pocono en Pennsylvanie) pour en faire un lieu de villégiature et un centre d'éducation ouvrière qui prend le nom de Unity House,.

## Personnalités liées
- Samuel Gompers
- Clara Lemlich,
- Rose Schneiderman,
- Fannia Cohn
- Pauline Newman
- Frieda S. Miller

### Livres
- (en-US) Melech Epstein, Jewish Labor in the USA 1882-1952, KTAV Publishing House, 28 juin 1969 (ISBN 0-87068-042-0),
- (en-US) Leon Stein, Out of the Sweatshop : The Struggle for Industrial Democracy, The New York Times Book Co., 31 décembre 1977, 367 p. (ISBN 0-8129-0679-9),
- (en-US) Gus Tyler, Look for the Union Label : A History of the International Ladies' Garment Workers' Union, Routledge, 1er juin 1995, 329 p. (ISBN 1-56324-410-1),
- (en-US) Robert D. Parmet, The Master of Seventh Avenue : David Dubinsky and the American Labor Movement, New York University Press, 1er juillet 205, 436 p. (ISBN 978-0-8147-6711-5 et 0-8147-6711-7, lire en ligne),
- (en-US) James Oneal, A History of the Amalgamated Ladies' Garment Cutters' Union, Local 10, Affiliated with the International Ladies' Garment Workers' Union (Classic Reprint), Forgotten Books, 7 février 2019, 504 p. (ISBN 978-0-428-13909-4 et 0-428-13909-4).

### Articles
- (en-US) M. Mead Smith, « ILGWU Approach to Leadership Training: Careful Selection of Students, Full-Time Field and Classroom Schedule, and Union Employment on Graduation », Monthly Labor Review, Vol. 73, No. 5,‎ novembre 1951, p. 529-535 (lire en ligne),
- (en-US) Ray Marshall, « The Racial Practices of the ILGWU-A Reply », ILR Review, Vol. 17, No. 4,‎ 1964, p. 622-626 (lire en ligne),
- (en-US) J. M. Eisner, « Politics, Legislation, and the ILGWU », The American Journal of Economics and Sociology, Vol. 28, No. 3,‎ juillet 1969, p. 301-314 (lire en ligne),
- (en-US) Shulamit Kahn, « Union membership trends: a study of the Garment Workers », Monthly Labor Review, Vol. 109, No. 6,‎ juin 1986, p. 33-35 (lire en ligne),
- (en-US) John H. M. Laslett, « Gender, Class, or Ethno-Cultural Struggle? The Problematic Relationship between Rose Pesotta and the Los Angeles ILGWU », California History, Vol. 72, No. 1,,‎ 1993, p. 20-39 (lire en ligne),
- (en-US) Patrick Renshaw, « Why Shouldn't a Union Man be a Union Man? The ILGWU and FOUR », Journal of American Studies, Vol. 29, No. 2,‎ août 1995, p. 185-198 (lire en ligne),
- (en-US) Nancy L. Green, « Blacks, Jews, and the "Natural Alliance": Labor Cohabitation and the ILGWU », Jewish Social Studies, New Series, Vol. 4, No. 1,‎ 1997, p. 79-104 (lire en ligne),
- (en-US) María A. Gutierrez de Soldatenko, « ILGWU Labor Organizers: Chicana and Latina Leadership in the Los Angeles Garment Industry », Frontiers: A Journal of Women Studies, Vol. 23, No. 1,‎ 2002, p. 46-66 (lire en ligne),
- (en-US) Brian Dolber, « Unmaking 'Hegemonic Jewishness': Anti-Communism, Gender Politics, and Communication in the ILGWU, 1924-1934 », Race, Gender & Class, Vol. 15, No. 1/2,‎ 2008, p. 188-203 (lire en ligne),
- (en-US) Robert P. Wolensky, « Organizing Ladies' Garment Workers in Northeastern Pennsylvania: Min Matheson and the ILGWU », Pennsylvania Legacies, Vol. 14, No. 1,‎ 2014, p. 20-25 (lire en ligne).